# Éperon (géologie)
Pour les articles homonymes, voir Éperon (homonymie).

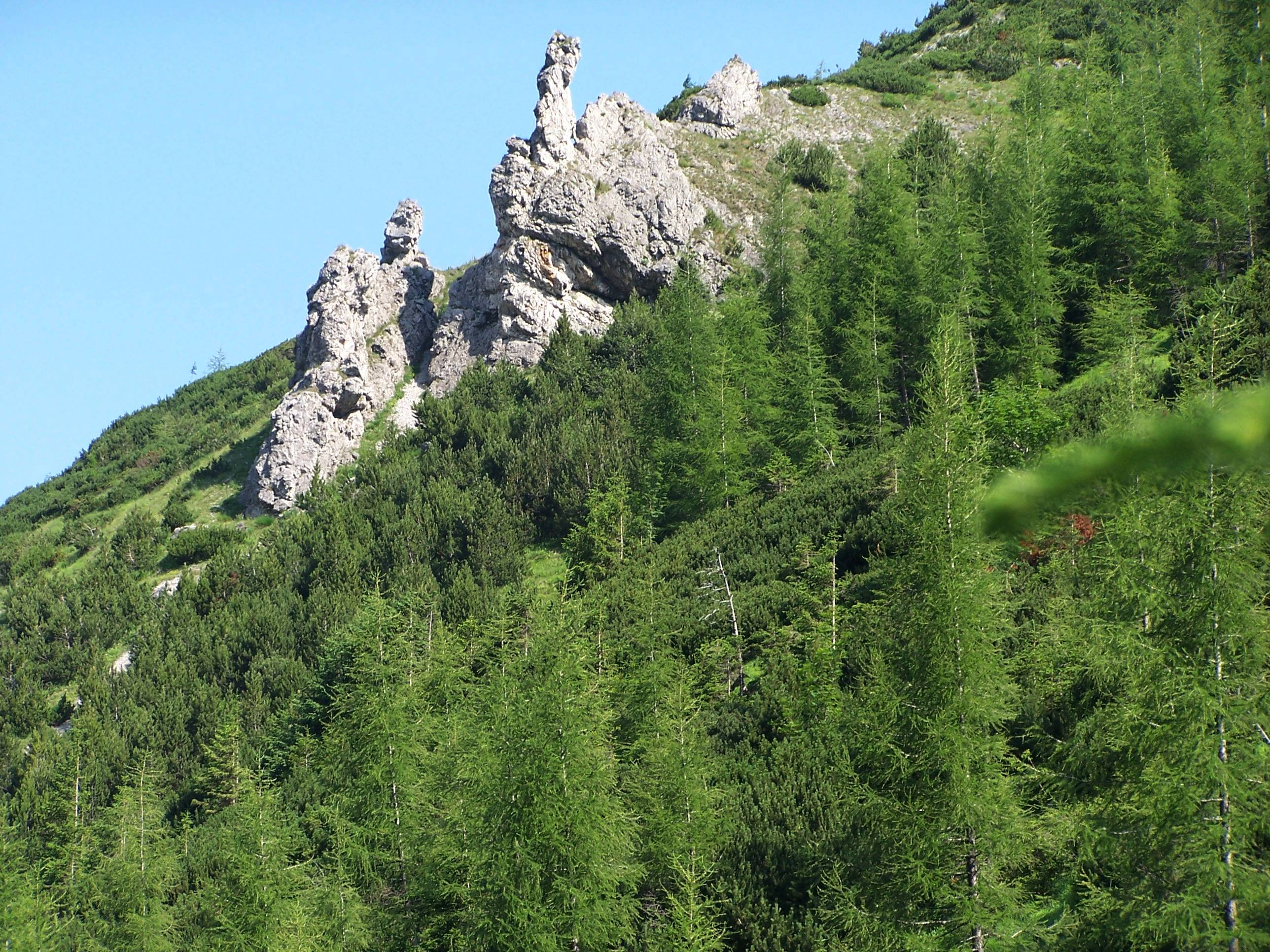
Un éperon et ses escarpements rocheux dans le massif des Tatras.

En géologie et géographie, un éperon (également dénommé « éperon rocheux ») est une croupe formée par une avancée étroite de plateau entre deux vallées.

## Étymologie et définition
De l'ancien français esperon, issu de l'ancien haut allemand sporo, le terme « éperon », en géologie, désigne une partie saillante qui émerge de façon brusque sur le contrefort d'une montagne ou d'un plateau.

## Sites géographiques

### En Belgique

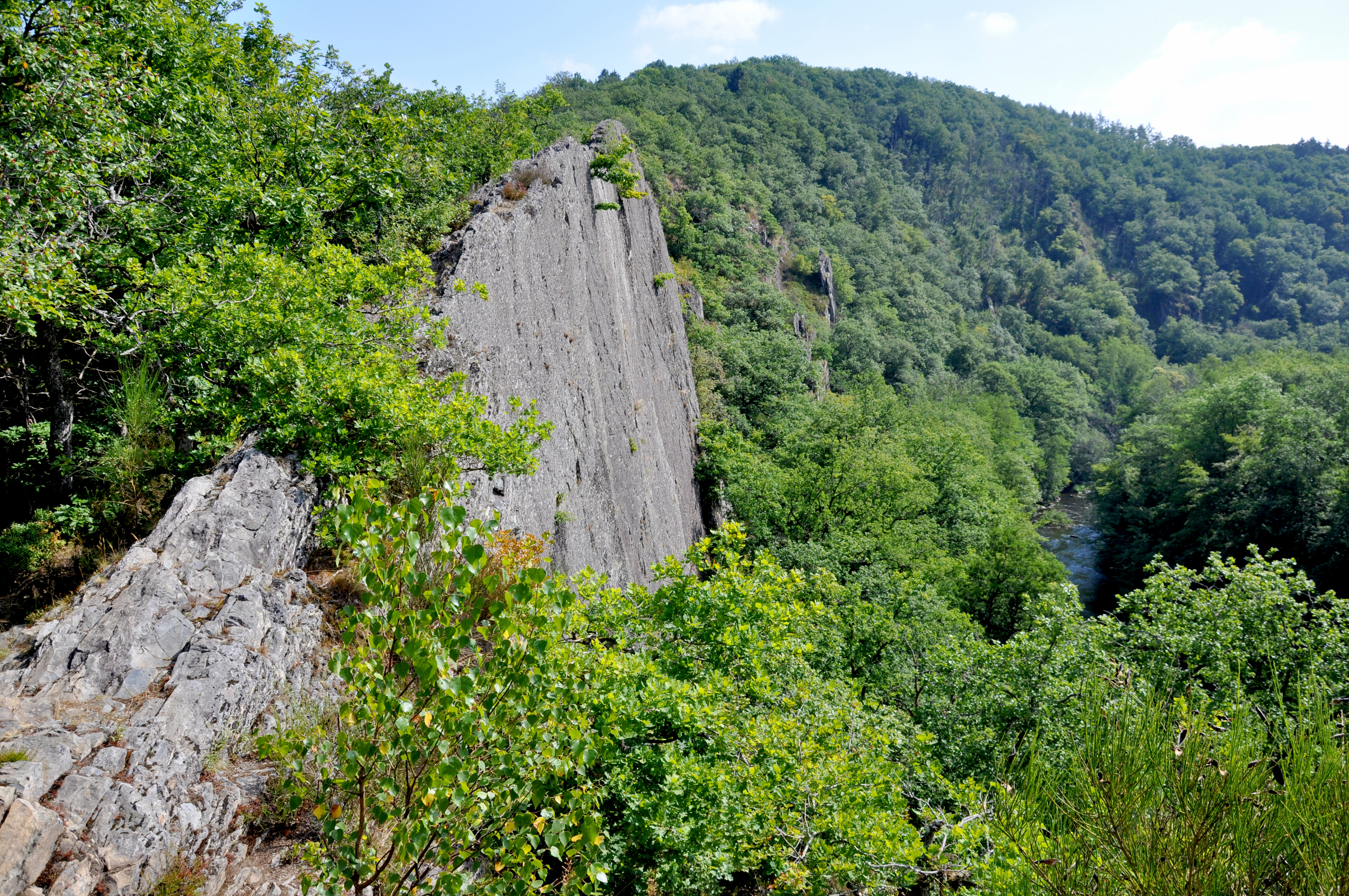
Rocher du Hérou.

- Rocher du Hérou, Wallonie (Belgique)
- Château de Walzin, Wallonie (Belgique)[2].

### En France
- L'éperon de la pointe Croz (ou éperon Croz) et l'éperon de la pointe Walker (ou éperon Walker, voire simplement la Walker) sont des escarpements rocheux situés sur la face nord des Grandes Jorasses, dans le massif du Mont-Blanc, bien connus des alpinistes.
- Les Baux-de-Provence (Bouches-du-Rhône)[3].
- Falaise (Calvados)[4].
- Aurignac (Haute Garonne)[5].

### Dans les autres pays européens

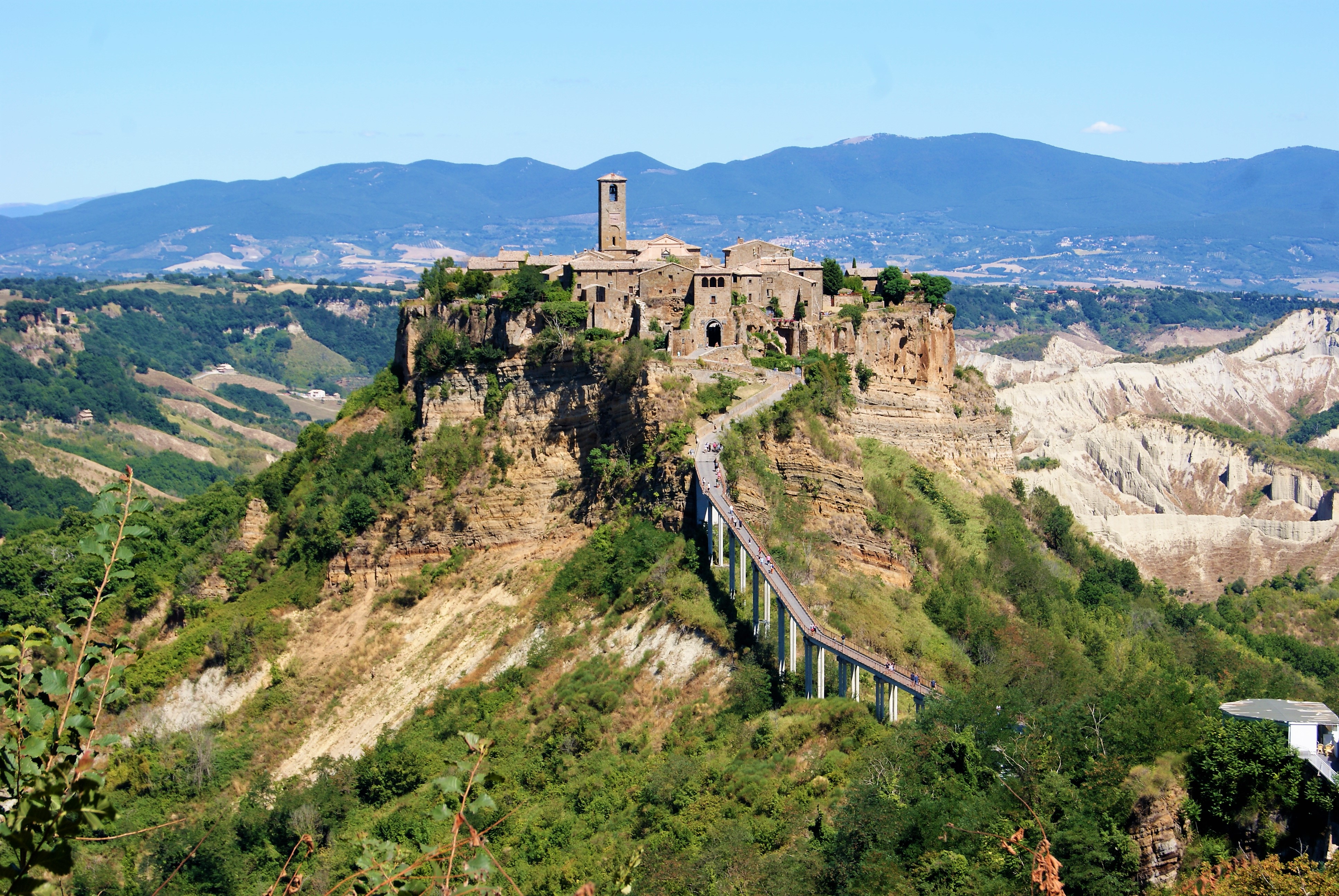
Le site de Bagnoregio.

- Château de Neuschwanstein, château du roi Louis II, Bavière (Allemagne)
- Kehlsteinhaus, le « nid d'aigle » d'Hitler, Bavière (Allemagne)
- Château d'Ehrenfels (Hesse) (Allemagne)
- Ruines d'Eppenstein, Styrie (Autriche)
- Bagnoregio, Latium (Italie)
- Mont Pirchiriano, Piémont (Italie)